# Smosh
 (février 2013).
Si vous disposez d'ouvrages ou d'articles de référence ou si vous connaissez des sites web de qualité traitant du thème abordé ici, merci de compléter l'article en donnant les références utiles à sa vérifiabilité et en les liant à la section « Notes et références ».
Smosh est un groupe humoristique américain fondé par Ian Hecox et Anthony Padilla en 2002, œuvrant principalement sur YouTube.

## Présentation
Au début de l'année 2003, Anthony met en ligne des animations flash sur le site Newgrounds sous le pseudonyme Smosh. Un peu plus tard, son ami Ian Hecox se joint à lui. En automne 2005, ils commencent à mettre en ligne des vidéos sur le site YouTube et deviennent vite l'une des chaînes les plus populaires. En janvier 2013, la chaîne Smosh devient la chaîne comptant le plus d'abonnés, soit plus de 18 millions. Le 15 août 2013, elle est dépassée par PewDiePie et rétrogradé à la seconde place comme chaîne comptant le plus d'abonnés.
Le duo Smosh se sépare officiellement le 14 juin 2017.
Le 20 juin 2023, le duo annonce se reformer après avoir racheté la marque Smosh ensemble.

## Chaînes
Neuf chaînes concernant directement Smosh existent sur YouTube, mais seulement sept ont un réel calendrier[réf. nécessaire].

## Film
Smosh : The Movie est sorti le 24 juillet 2015 aux États-Unis.
Ghostsmates est sorti le 14 décembre 2016 sur YouTube Red.